# Runowo (obwód wołogodzki)
Runowo (ros. Руново) – wieś w Rosji, w rejonie wołogodzkim obwodu wołogodzkiego. W 2010 r. liczyła 2 mieszkańców.